# Havets søn
Havets søn (russisk: Человек-амфибия, translit.: Tjelovek-amfibija (da: Amfibiemanden)) er en sovjetisk romantisk science fiction-film fra 1962 produceret af Lenfilm og instrueret af Vladimir Tjebotarjov og Gennadij Kasanskij. Filmens hovedroller spilles af Vladimir Korenev og Anastasija Vertinskaja.
Filmen er baseret på Aleksandr Beljajevs roman Tjelovek-amfibija (da: Amfibiemanden) fra 1928 og fokuserer på myten om en ung mand Ikhtiandr (fra græsk: fisk + mand), der fik indopereret evnen til at ånde under vand. 
Filmen solgte i Sovjetunionen i 1962 65,5 millioner biletter og blev den mest sete film det år. Filmen har senere solgt over 100 millioner biletter efter genudgivelser hvilket var den bedste sælgende sovjetiske film nogensinde, indtil den blev overgået af Kalina krasnaja (da.: Røde hyldebær) i 1974.
Filmen havde dansk biografpremiere i Aalborg i biografen Fotorame den 9. september 1963 og fik repremiere i København i Kino Kosmos i 1977.

## Handling
Filmen foregår i en havneby i Argentina (filmen er optaget i Baku i Aserbajdsjanske SSR)), hvor en gruppe perlefiskere holder til. Hovedpersonen er adopteret søn af en læge/videnskabsmand, der engang i fortiden måtte implantere gæller i drengen for at redde hans liv. Drengen er således i stand til at leve under vand, men han skal holde sin hemmelighed skjult. 
Drengen bliver forelsket i en perlefiskers smukke datter og hans hemmelighed bliver opdaget, og pigens mand, Pedro (spillet af Mikhail Kozakov), forsøger at udnytte Ikhtiandrs evne til at finde perler. Da han holdes fanget under vand i en længere periode, ødelægges hans evne til at trække vejret over vandet, og han må derfor leve i havet. Selvom han slipper fri, et de elskende permanent adskilt fra hinanden.
Selvom det overordnede tema i romanen er en tragedie om tabt kærlighed som i Romeo og Julie, har filmen et betydeligt fokus på grådighed og kommerciel udnyttelse (udøvet af de perle-grådige fiskere), muligvis under indflydelse af socialistisk realisme.

## Medvirkende
- Vladimir Korenev som Ichthyander
- Anastasija Vertinskaja som Guttiere
- Mikhail Kozakov som Pedro Zurita
- Anatolij Smiranin som Baltazar
- Nikolaj Simonov som Salvator

## Visninger i Vesten
Filmen blev kortvarigt vist i Danmark, men fik ikke stort vestligt publikum ved sin udgivelse, men har siden udviklet sig til en kultfilm. Den amerikanske Hollywood-instruktør Quentin Tarantino har kaldt filmen en af hans russiske favoritfilm og fortalte, at han flere gange så Amphibian Man (filmens amerikanske titel), da den blev vist på amerikanske tv-kanaler i 1970'erne.
Den Oscarvindende Hollywood-film fra 2017, The Shape of Water, er blevet beskyldt for at være et plagiat af Amphibian Man. Indie Cinema Magazine bemærkede, at de har samme handling, navnet "Amphibian Man" anvendes i begge film, der begge foregår i 1962.